# Randal Figueroa
Pour les articles homonymes, voir Figueroa.
Figueroa  Pérez est un nom espagnol. Le premier nom de famille, en général paternel, est Figueroa ; le second, en général maternel, souvent omis, est Pérez.
Randal Alberto Figueroa Pérez (né le 26 avril 1989 à Barquisimeto) est un coureur cycliste vénézuélien, évoluant sur route et sur piste.

## Palmarès sur route

### Par années
- 2011
  - 3e étape du Tour du Zulia
- 2012
  - 2e, 3e et 6e étapes du Tour du Zulia
  - 2e du Tour du Zulia
- 2013
  - 1re étape du Tour du Zulia
  - 1re étape du Tour d'Aragua
- 2015
  - 2e de la Coupe de la fédération vénézuélienne de cyclisme

### Classements mondiaux
| Année            | 2011 | 2012 | 2013 | 2014 | 2015 |
| ---------------- | ---- | ---- | ---- | ---- | ---- |
| UCI America Tour | 358e |      |      | 382e | 111e |

## Palmarès sur piste

### Championnats panaméricains
- Aguascalientes 2014
  -  Médaillé de bronze de la poursuite par équipes

### Jeux d'Amérique centrale et des Caraïbes
- Veracruz 2014
  -  Médaillé de bronze de la poursuite par équipes

### Championnats nationaux
- 2012
  -  Champion du Venezuela de poursuite par équipes (avec Manuel Briceño, Richard Ochoa et Isaac Yaguaro)
  - 2e du championnat du Venezuela de vitesse par équipes
  - 2e du championnat du Venezuela du kilomètre
- 2014
  -  Champion du Venezuela de poursuite par équipes (avec Manuel Briceño, Víctor Moreno et Máximo Rojas)
  - 2e du championnat du Venezuela du kilomètre